# Eine Couch für alle
Eine Couch für alle ist eine österreichische Miniserie aus dem Jahr 2010. Sie stammt von Reinhard Schwabenitzky, der unter anderem bei Kaisermühlen Blues und Oben ohne mitwirkte. Die Produktion ist die erste fiktionale Fernsehserie eines österreichischen Privatsenders. In vier Folgen wurde sie ab 21. November 2010 wöchentlich auf Servus TV ausgestrahlt.
Die Serie handelt von einem Psychoanalytiker mit dem Namen Sigmund Leidowitz, der seine erste Praxis in der Stadt Salzburg eröffnet. Je stärker er sich in seine Arbeit vertieft, desto mehr kommt in seinem beruflichen und privaten Umfeld hervor, dass er selbst eine psychische Behandlung benötigt.